# Blahová
Blahová (maďarsky Sárrét) je obec na Slovensku v okrese Dunajská Streda. V roce 2004 měla 361 obyvatel. První písemná zmínka o obci pochází z roku 1951.